# Kecskéd
Kecskéd est un village et une commune du comitat de Komárom-Esztergom en Hongrie.

## Jumelage
- Biedenkopf (Allemagne)[1]